# マーベリック (テレビドラマ)
『マーベリック』（原題：Maverick）は、アメリカ合衆国のテレビ映画。1880年代のアメリカ西部を舞台に、お金は大好きだが揉め事を嫌い、拳銃や暴力よりも話術でトラブルを切り抜けるギャンブラーが活躍する物語。モノクロ作品。製作はワーナー・ブラザース。

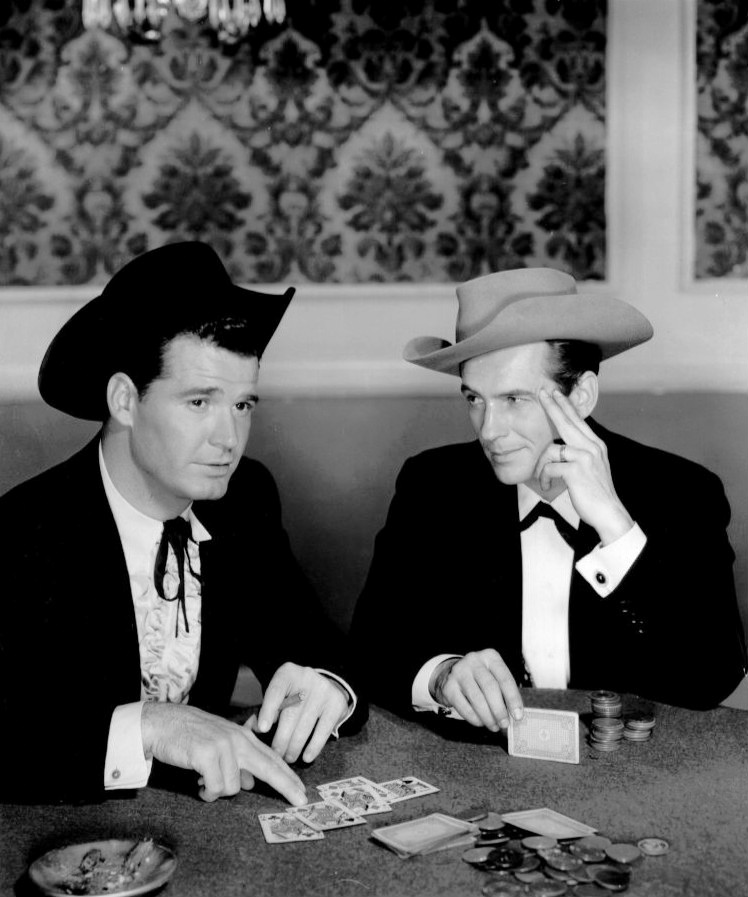
ジェームズ・ガーナー（左）とジャック・ケリー

## 概要
巧みなカードさばきと度胸と機知で西部を渡り歩くブレット・マーベリック(ジェームズ・ガーナー)を主人公にスタートして、
それまでのテレビ西部劇の型を破って、口の達者な西部男を主人公にした軽妙なドラマ作りが受けて、アメリカでは5年続くシリーズとなった。そしてジェームズ・ガーナーの出世作でもある。
スタートしてすぐに主演のガーナーの撮影スケジュールの遅れから途中でマーベリック家の次男バートが登場し、第1〜第3シーズンは、長男ブレットと次男バートが活躍するエピソードが交互に放映された。第3シーズンをもってブレット役のジェームズ・ガーナーが降板したため、第4シーズンでは三男ブレントが登場し、第3シーズンから出演していた従兄弟のボーとバートを含めた3人となったが、翌第5シーズンでは、バート単独の物語となり、コメディの要素がより強くなった。
1994年にリチャード・ドナー監督、メル・ギブソン主演で劇場用映画としてリメイクされ、オリジナル版でブレット・マーベリックを演じたジェームズ・ガーナーも出演した。

## 放送
アメリカではABCテレビで1957年9月22日から1962年4月22日まで放送され、全5シーズン・124話で終了した。その16年後、1978年9月3日にTVムービーで「ニュー・マーベリック」が放映されてジェームズ・ガーナーとジャック・ケリーがそのままの役で出演し、さらに1981年秋からTVミニシリーズとして「ブレット・マーベリック」がジェームズ・ガーナー主演で18話製作されて放映されている。ジャック・ケリーも1話だけバート役で共演している。
日本では1961年5月から1962年3月まで、NET（現：テレビ朝日）の毎週水曜20:00 - 21:00で放映されたが、第2シーズン以降は日本では放送されていない。その後、再放送は無かったがおよそ50年ぶりに2014年7月に新プリントに新規字幕をつけて衛星劇場にて放送された（全話放送予定）。

## キャスト
- ブレット・マーベリック：ジェームズ・ガーナー
- バート・マーベリック：ジャック・ケリー
- ボー・マーベリック：ロジャー・ムーア[2]
- ブレント・マーベリック：ロバート・コルバート[3]
- ダンディ・ジム・バクレイ：エフレム・ジンバリスト・ジュニア[4]
- ジェントルマン・ジャック・ダービー：リチャード・ロング[5]

## その他
- ブレット役のジェームス・ガーナーは、このマーベリック降板後に「噂の二人」「大脱走」「36時間」「墓石と決闘」「グランプリ」などの映画に主演している。70年代にはTVシリーズで「保安官ニコルス」「ロックフォード氏の事件メモ」などで活躍した。
- バート役のジャック・ケリーは、その後TVで活躍したがレギュラー出演が少なく、惜しいのは映画「マーヴェリック」製作の前に61歳で亡くなったことである。
- ボー役のロジャー・ムーアは、この頃はTV「アイバンホー」(30分)で主演し、その後イギリスのTVシリーズ「セイント」で日本でも知られたスターであった。そして70年代に入って007ジェームス・ボンド役を得て一気に世界的なスターとなった。
- ブレント役のロバート・コルバートは何故か出演回数が少ないが、数々のTVシリーズで客演して、1967年秋から放送された「タイムトンネル」で主演を演じている。
- ワーナー・ブラザース製作のドラマなので、「サンセット77」でお馴染みのエフレム・ジンバリスト・ジュニアとリチャード・ロングが数回同じ役で出演している。そして後に1965年にジンバリストは「The FBI」に、ロングは「バークレー牧場」で主演を演じている。

## ギャラリー

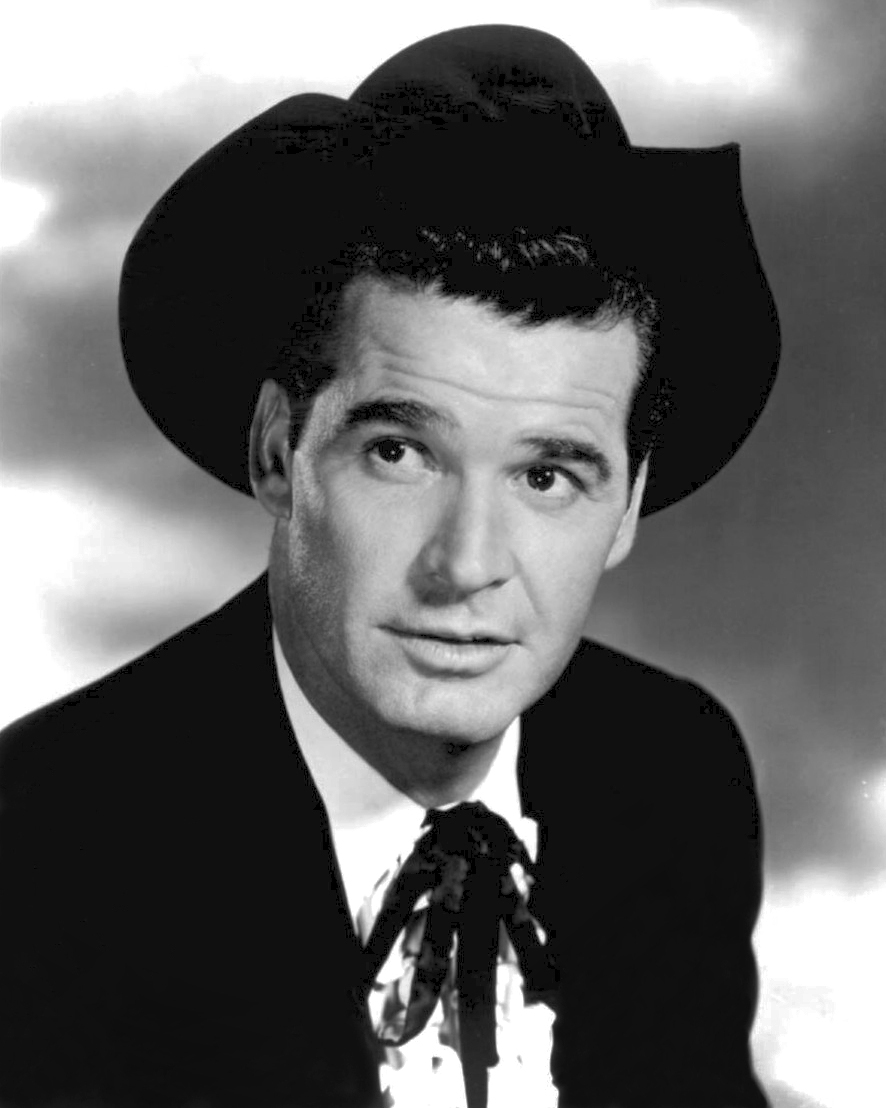
ジェームズ・ガーナー
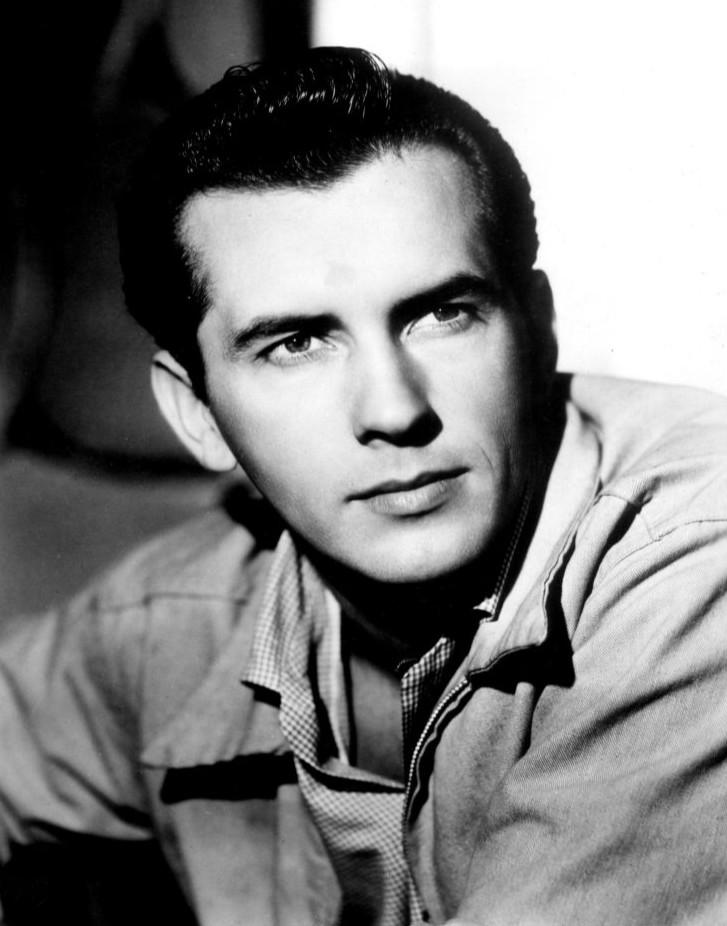
ジャック・ケリー
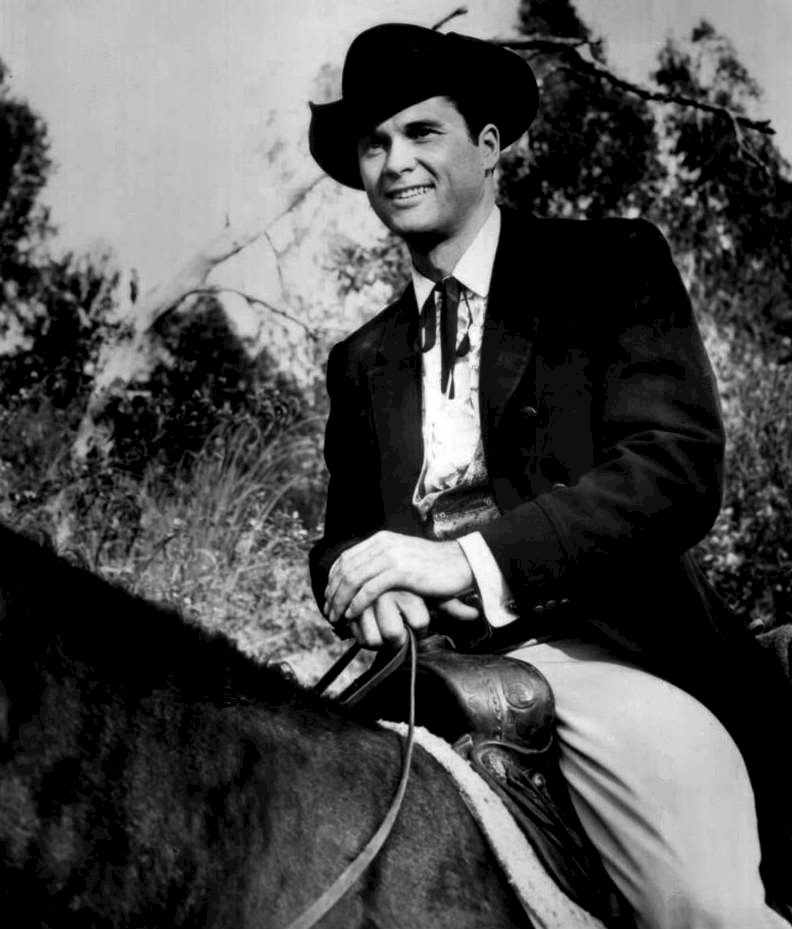
ロバート・コルバート
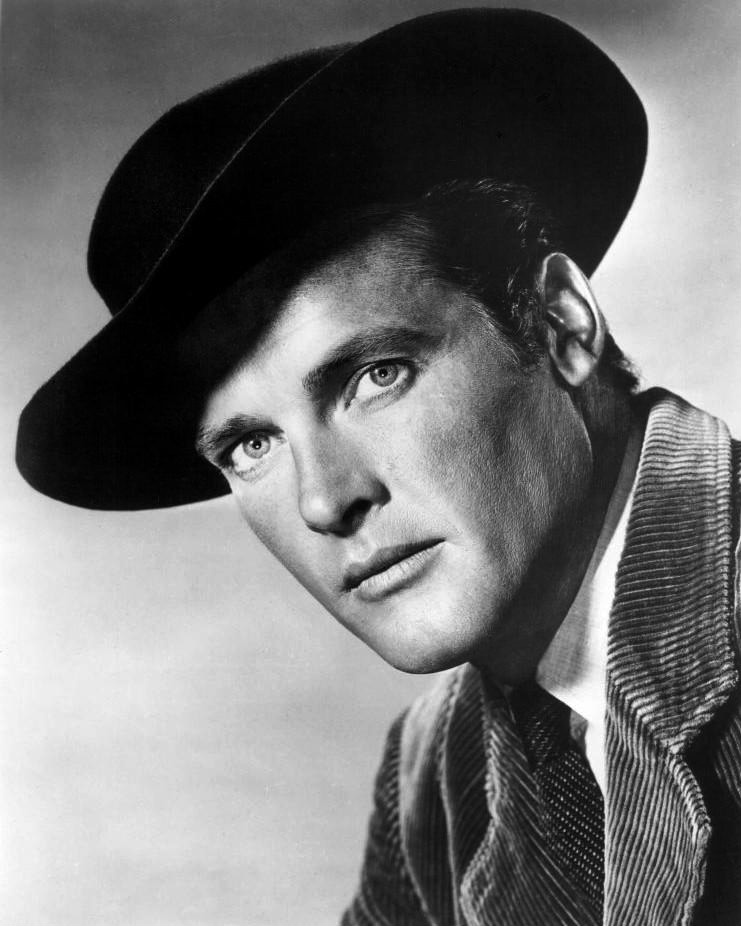
ロジャー・ムーア